# 广西斑鸠菊
广西斑鸠菊（学名：Vernonia chingiana）为菊科斑鸠菊属的植物，是中国的特有植物。分布于中国大陆的广西等地，生长于海拔400米至600米的地区，常生长在石山疏林、岩石上或山坡灌丛中。

## 别名
棠菊（广西）